# Batman: Lächeln, bitte!
Batman: Lächeln, bitte! (Originaltitel: Batman: The Killing Joke) ist eine 1988 von Alan Moore geschriebene Graphic Novel mit Zeichnungen von Brian Bolland. Die Geschichte handelt von der Rache des Jokers an seinem Erzfeind Batman. Darüber hinaus wird eine Entstehungsgeschichte des Jokers erzählt. Die Geschichte hatte große Auswirkungen auf die Comicgemeinde. Elemente der Geschichte wurden in zahlreichen anderen Medien, wie Filmen und Videospielen verwendet. The Killing Joke belegt regelmäßig vordere Plätze bei Comic-Rankings. 2016 wurde der Comic als Zeichentrickfilm unter dem Namen Batman: The Killing Joke von dem Filmemacher Sam Liu verfilmt.

## Handlung
Die Handlung besteht aus zwei Zeitsträngen, wobei der in der Vergangenheit einen möglichen Hintergrund des Jokers beleuchtet.
Batman begibt sich ins Arkham Asylum, um den Joker zu treffen. Er ist vom immer währenden Kampf müde und unternimmt einen Versuch, ihm ins Gewissen zu reden, um eine unausweichliche Katastrophe abzuwenden. Allerdings stellt sich heraus, dass es nur ein geschminkter Strohmann ist, der in der Zelle des Jokers einsitzt. Der Joker ist längst geflohen. Er besetzt einen alten, verlassenen Vergnügungspark und bereitet seine Rache vor.
Rückblende: Der Joker, ein namenloser, ehemaliger Ingenieur einer Chemiefabrik, versucht sich erfolglos als Comedian und lebt mit seiner schwangeren Frau in einer schäbigen Wohnung.
In der Bathöhle versucht Bruce vergeblich, den Aufenthaltsort des Jokers ausfindig zu machen. Er fragt sich, wie es möglich sei, dass sich zwei Menschen, die sich nicht kennen, so hassen können. Der Joker und seine Handlanger überfallen Commissioner Gordon und seine Tochter Barbara – das ehemalige Batgirl – an ihrem Wohnort. Barbara wird vom Joker niedergeschossen, während Gordon schwer zusammengeschlagen und entführt wird.
In der Vergangenheit trifft sich der Mann, der zum Joker wird, mit zwei Gangstern in einer Cocktailbar. Um seine Frau versorgen zu können, erklärt er sich einverstanden, die beiden Männer in der gleichen Nacht durch die Chemiefabrik, seinen ehemaligen Arbeitsplatz zu schleusen, damit sie die nebenan gelegene Spielkartenfabrik ausrauben können. Die Planung wird von zwei Polizisten unterbrochen, die dem Mann mitteilen, dass seine schwangere Frau durch den Kurzschluss einer Warmhaltebox für Babyflaschen getötet wurde. Dem Sinn seines Unterfangens beraubt, will er aussteigen, was die Gangster ablehnen.
Gegenwart: Batman besucht die völlig verstörte Barbara im Krankenhaus. Die Kugel hat ihr Rückgrat zerschmettert, der Arzt sagt, dass sie nie wieder gehen können wird. Außerdem stellt sich heraus, dass der Joker die verletzte Barbara entkleidet und Fotos von ihr gemacht hat. Der Joker lässt Gordon von den Mitgliedern seiner Freakshow gefangen nehmen. Er wird gezwungen, nackt und angekettet in einer pervertierten Geisterbahn mitzufahren, während Bilder seiner nackten, verletzten Tochter auf riesigen Leinwänden vorgeführt werden. Er hofft, an Gordon seine Theorie zu beweisen, dass jeden normalen Menschen nur ein einziger schlechter Tag davon trennt, den Verstand zu verlieren. Nach der Fahrt mit der Geisterbahn steckt der Joker Gordon in einen Käfig, wo er ihn von seinen Freaks als naiven Durchschnittsmenschen, der zum Wahnsinn verdammt ist, verspotten lässt. Batmans Versuche, den Joker aufzuspüren, sind vergeblich. Erst ein Hinweis des Jokers selbst führt ihn in den verlassenen Vergnügungspark.
Der letzte Blick in die Vergangenheit setzt am Einbruch in der Chemiefabrik noch am gleichen Tag an. Die Gangster setzen ihrem Komplizen, dem ehemaligen Ingenieur, eine spezielle rote Maske mit Umhang auf. Der Ingenieur weiß nicht, dass sie so die Aufmerksamkeit von sich ablenken und auf den sogenannten „Red Hood“ leiten wollen, einen Verbrecherboss, der praktisch jeder sein kann. Die Verbrecher werden von einem Wachmann gestellt und eine Schießerei entbrennt, die beiden Gangster lassen dabei ihr Leben. Der maskierte Mann wird vom inzwischen eingetroffenen Batman gestellt. Verängstigt springt er in einen chemischen Abwasserkanal und wird durch ein Rohr nach draußen gespült. Zu seinem Entsetzen entdeckt er, dass die Chemikalien ihn entstellt haben. Seine Haut ist nun kreideweiß, seine Lippen rubinrot, sein Mund zu einem grotesken Lächeln verzerrt und seine Haare grün gefärbt. Durch die Entstellungen und den Horror des vergangenen Tages verfällt er endgültig dem Wahnsinn. Der Joker ist geboren.
Batman trifft im Vergnügungspark ein und kann Gordon aus seinem Gefängnis befreien. Der traumatisierte Mann ersucht Batman, dass dieser den Joker trotz seiner Vergehen nach Vorschrift festnehmen soll, um ihm zu beweisen, dass Gordons Moralauffassung richtig ist. Batman betritt das mit Fallen gespickte Spiegelkabinett, kann diesen aber ausweichen. Der Joker, durch Lautsprecher zugeschaltet, sinniert über die Fragilität des Lebens und den Wahnsinn, der die Welt durchzieht. Er selbst sei durch einen einzigen schlechten Tag von einem normalen Menschen zu dem verwandelt worden, was er jetzt ist. Allerdings erinnere er sich nicht mehr, wie dies genau passiert sei und bevorzugt es, mehrere Optionen zu haben, wenn es um seine Vergangenheit geht (womit es Zweifel gibt, ob die hier erzählte Hintergrundgeschichte des Jokers wirklich wahr ist, seine wahre Herkunft bleibt weiterhin mysteriös). Batman sagt dem Joker, dass Gordon durch seine psychologische Folter nicht gebrochen und seine Theorie somit nichts wert sei. Vielmehr sei der Joker aus sich selbst heraus schon immer eine kranke Kreatur gewesen. Es kommt zu einem Kampf, der sich nach draußen verlagert. Batman kann den Joker schließlich außer Gefecht setzen, nachdem dieser die Gelegenheit bekommt, Batman zu erschießen, aber eine Scherzartikelpistole zieht. Es kommt zu einem Gespräch. Batman appelliert, wie schon am Anfang der Geschichte an den Joker, ihren ewigen Krieg zu beenden, bevor einer von ihnen getötet wird und bietet ihm seine Hilfe an. Der Joker lehnt ab und macht deutlich, dass es für eine Aussöhnung längst zu spät ist. Er erzählt einen Witz über zwei Insassen einer Irrenanstalt (daher der Titel der Originalausgabe „The Killing Joke“), der als eine Metapher auf das Verhältnis zwischen ihm und Batman verstanden werden kann. Nach der Pointe beginnt er, manisch zu lachen. Vollkommen unerwartet schließt Batman sich dem Joker an und beide Charaktere lachen zusammen, während im Hintergrund der regennassen Szenerie die Streifenwagen eintreffen.

## Veröffentlichung
Die in 48 Seiten abgeschlossene Geschichte erschien erstmals im März 1988 bei DC Comics. Zwanzig Jahre danach kam eine überarbeitete Hardcover-Ausgabe mit Kommentaren heraus.
Die erste deutsche Übersetzung wurde 1990 von Carlsen Comics veröffentlicht. Diese erschien unter dem Titel „Lächeln, bitte!“
In dem 2005 erschienenen Band zu Batman in der Reihe Klassiker der Comic-Literatur, die vom Feuilleton der Frankfurter Allgemeinen Zeitung ausgewählt wurden, ist die Geschichte unter dem Titel The Killing Joke enthalten. Zudem veröffentlichte Panini Comics mehrmals die Geschichte.
Im Jahr 2017 erschien außerdem eine überarbeitete Neuübersetzung, welche neben „The Killing Joke“ noch die Kurzgeschichte „An Innocent“ Guy (1996), eine doppelseitige alternative Origin Story des Jokers sowie eine Cover-Galerie enthält.

## Analyse
Die Geschichte setzt sich auch über seine Herkunft hinaus mit dem Charakter des „Joker“ und auch des „Batman“ auseinander. Sie zeigt, wie er auf ein einzelnes, ihn prägendes Ereignis reagiert hat. In ähnlicher Weise kam auch Batman zu seiner Berufung. Jedoch reagierte er, so Geoff Klock, indem er aus dem gewaltsamen Tod seiner Eltern einen Sinn für sein weiteres Leben zog. Der Joker reflektiert die Absurdität und Ungerechtigkeit des Lebens, die ihm widerfahren sind, in seinen Taten. So verhalten sich, wie Alan Moore selbst über den Comic sagte, Batman und der Joker spiegelbildlich zueinander und beide gleichsam verrückt.
Indem der Joker selbst zugibt, sich nur noch unsicher an sein Trauma erinnern zu können, sogar widersprüchliche Erinnerungen daran zu haben, bildet er ein Moment des unzuverlässigen Erzählens in der Geschichte.

## Rezeption
Batman: The Killing Joke war 1989 das Beste grafische Album bei den Eisner Comic Awards und
Alan Moore erhielt für den Comic den Preis in der Kategorie Bester Autor.
In 1001 Comics schreibt Andy Oliver, die Geschichte biete „das Portrait des Mannes, der zu Batmans Alptraum wurde.“ Die Handlung enthalte, jenseits der Analyse der beiden bekannten Charaktere, mit dem Mord am Jahrmarktbesitzer auch die „grausamste [Szene] in der ganzen Geschichte des DC-Superhelden-Universums“. Das Ende jedoch „klappert“ etwas und sei vorhersehbar. Die Umsetzung durch Brian Bolland, mit „fotorealistischen Zeichnungen und filigranem Strich, der […] eine erstaunliche Bildschärfe verleiht“, „raffinierter Seitenarchitektur und eleganten Kameraeinstellungen“, sei brillant gelungen und das Lesen ein Genuss.
Die Verwandlung des Jokers durch Giftmüll inspirierte Tim Burton bei dessen Batman-Film mit Jack Nicholson und Michael Keaton in den Hauptrollen. Er sagte über diesen Comic außerdem: „THE KILLING JOKE ist mein absoluter Favorit. In diesen Comic habe ich mich regelrecht verliebt.“